# بليناس الحكيم
بليناس الحكيم (ولد تقريباً في 15م وتوفي 100م تقريباً)، فيلسوف من المدرسة الفيثاغورسية الجديدة من مدينة طوانة القديمة (Tyana) بآسيا الصغرى. لا يعرف عنه إلا القليل وقد كان الكيميائيون العرب يجلونه كثيراً واعتبروه أول من تكلم في الطلسمات.

## روابط خارجية
- بليناس الحكيم على موقع الموسوعة البريطانية (الإنجليزية)